# Syzygium aromaticum
Syzygium aromaticum ((L.) Merr. & L.M.Perry, 1939) è una pianta appartenente alla famiglia delle Myrtaceae, originaria delle isole Molucche in Indonesia, ma introdotta dall'uomo anche nelle Antille e in Madagascar. 
Fu introdotto nell'isola della Réunion da Pierre Poivre (1719-1786) e da lì fu trasferito verso altre colonie per essere coltivato.

## Descrizione
S. aromaticum  è un albero sempreverde alto 10–15 m, con una chioma di forma tondeggiante e foglie ovato-lanceolate, opposte, di color rossastro da giovani che man mano diventano di una tonalità verde scuro e che, se viste in trasparenza, presentano numerosi puntini traslucidi ricchi di olio essenziale. Le infiorescenze a pannocchia sono composte da numerosi fiori ciascuna che variano dal cremisi al giallo.

## Chiodi di garofano

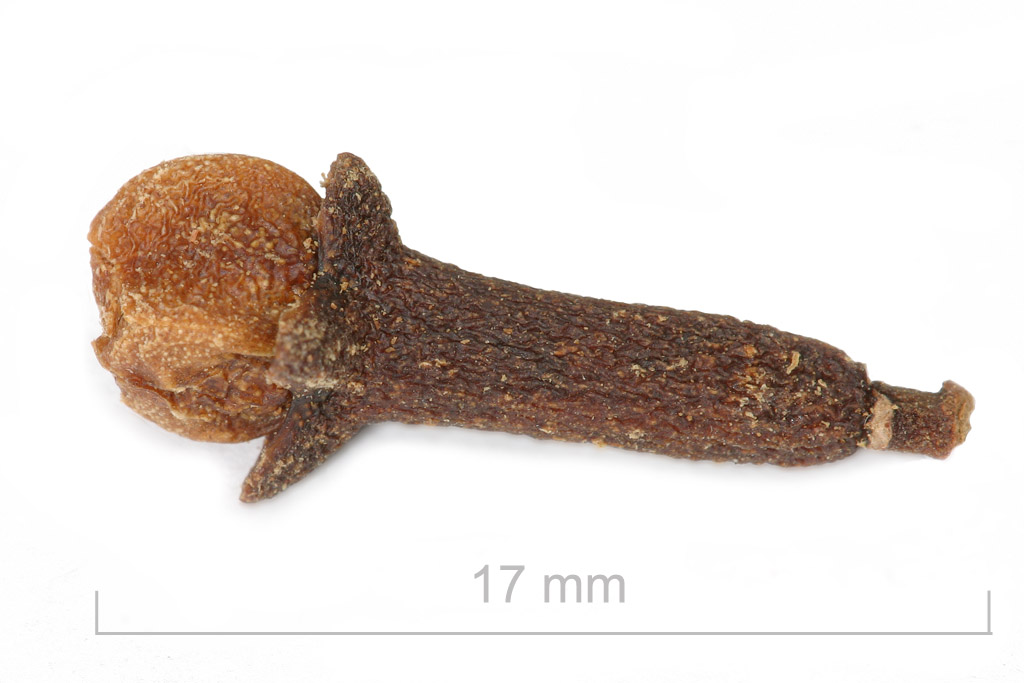
Chiodo di garofano

I boccioli fiorali vengono raccolti ed essiccati e costituiscono la spezia chiamata chiodi di garofano. Nonostante il nome, essi non hanno nulla a che vedere con la pianta di garofano: l'accostamento deriva semplicemente dalla forma, simile a un garofano, che i boccioli assumono una volta essiccati.
Un singolo chiodo di garofano è quindi formato dal lungo calice gamosepalo formato da 4 sepali e da 4 petali ancora chiusi che formano la parte tonda centrale.
Le principali aree di coltivazione sono: Zanzibar, Indonesia e Madagascar.
Non è da confondere col pepe garofanato che è un'altra spezia: il pimento.
L'aroma caratteristico dei chiodi di garofano è l'eugenolo, ciononostante la famiglia non fa parte del genere eugenia.

### Storia e tradizione
Diffusissimi in tutto l'Oriente, erano usati come ingrediente dei profumi e principio medicamentoso già nella Cina di 2200 anni fa. Arrivavano in Occidente tramite le vie carovaniere e già nel XVIII secolo a.C. ci sono tracce archeologiche in Siria di questa spezia. L'origine della pianta è indonesiana. Già gli antichi romani (di classe patrizia) usavano questa spezia per le sue proprietà antisettiche, quindi per calmare il dolore ai denti.
Divenne una spezia rara ma conosciuta in Europa tramite la via dell'incenso, fin dal medioevo, e Dante stesso, ne parla come fossero un bene di assoluto lusso (Inferno, canto XXIX, 127-129), usato dai vani scialacquatori senesi per far la brace per arrosti milionari.
Nel 1500 iniziarono a essere importati direttamente dagli europei, grazie ai portoghesi di ritorno da Timor Est e agli olandesi, che ne scoprirono un'ottima fonte nell'isola di Zanzibar e alle Maldive: come già per la cannella, divennero i principali importatori di una spezia tra le più amate e tra le più care. Gli olandesi e i belgi ne ricavarono in seguito l'olio essenziale che divenne un componente molto amato dalla cosmesi, che nei due paesi fiorì anche grazie a questo.

### Caratteristiche
Questa spezia ha un potere antiossidante (ORAC) tra i più elevati in assoluto, un indice di valore 314.446, circa 80 volte più potente di una mela.
I chiodi di garofano hanno un profumo forte, dolce e fiorito, con una punta di pepato e di "caldo". Il composto a cui più si deve questo aroma è l'eugenolo. Il gusto dei chiodi di garofano può ricordare gli infusi di carcadè. Si presentano con la caratteristica forma di chiodo che gli ha tributato il nome. Si acquistano interi, conservati in vasetti, e si utilizzano anche per infusione.

### Usi

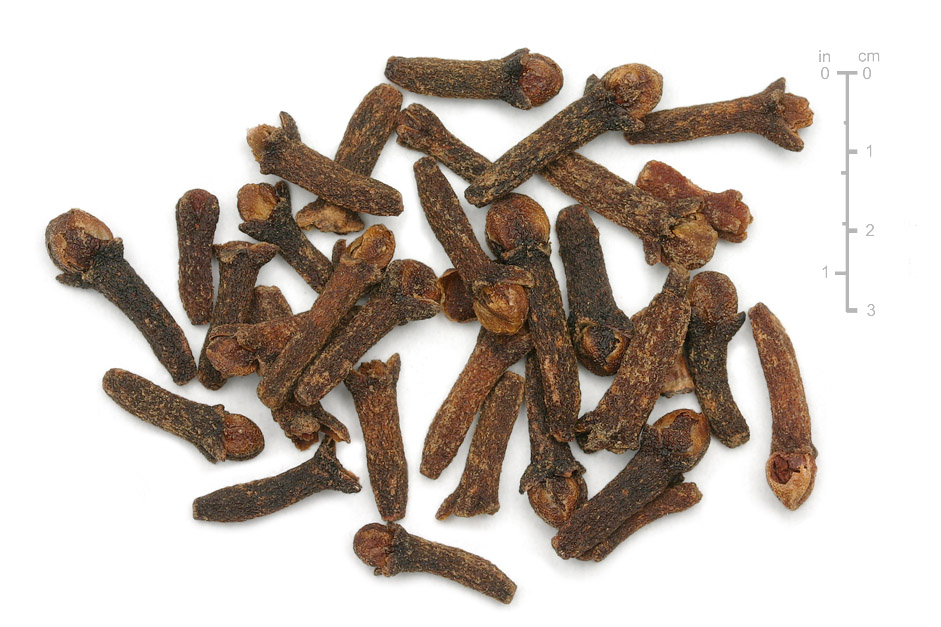
Chiodi di garofano

Si usano sia nel dolce sia nel salato. Tra i piatti più noti, alcuni dolci di frutta, specie di mele, pandolci e panpepati, biscotti, creme e farciture, liquori e vini aromatizzati; nel Nord Italia è notissimo il vin brulé. Nel salato accompagnano marinate di selvaggina, arrosti, brodi (specie di pollo o gallina) e talvolta formaggi stagionati. Si sposano bene con alcune verdure dolci, come cipolle, cipolline, carote che spesso vengono riposte in conserva con l'accompagnamento di un paio di chiodi di garofano. Sono frequentemente usati per aromatizzare il tè o alcuni infusi.
Fuori della cucina trovano ampio spazio, come già accennato, nella cosmesi, e nell'oggettistica, come pot-pourri e deodorante naturale per ambienti.
I chiodi di garofano inseriti in un'arancia sono usati come alternativa naturale alla canfora e altre sostanze di sintesi contro le tarme, per i vestiti del guardaroba.
I chiodi di garofano inseriti in mezzo limone sono usati come alternativa naturale alle sostanze commerciali contro le zanzare nelle camere da letto. Funziona fino a quando il limone è fresco, poi va sostituito.
Hanno uno spiccato potere anestetico locale tanto che erano usati per lenire i dolori ai denti e tutt'oggi l'eugenolo, estratto dall'olio essenziale, viene usato in medicina nei disinfettanti orali e nei farmaci odontalgici (per il trattamento del dolore da carie).